# Манжетка Буша
Манжетка Буша (лат. Alchemilla buschii) — вид травянистых растений семейства розовые (Rosaceae), эндемик Крыма.
Вид назван в честь российского ботаника Николая Адольфовича Буша.

## Описание
Многолетнее растение высотой 7-10 см. Листья опушенные с обеих сторон. Стебли восходящие. Лопастей листа 5, почти округлых, каждая с 4-6 широкими тупыми зубцами. Растения опушены оттопыренными волосками повсюду, кроме гипантия (расширенная часть цветоложа) и цветоножек нижних цветков.

## Распространение
Европа: — Крым.
В Крыму растет на открытых склонах, яйлах — в горном Крыму, редко (Караби-Яйла, Коба, Каратау). Входит в перечень видов, находящихся под угрозой исчезновения на территории Республики Крым.